# Hartmann III del Liechtenstein
Hartmann III del Liechtenstein (Vienna, 9 febbraio 1613 – Wilfersdorf, 11 febbraio 1686) è stato un principe e militare austriaco, col grado di tenente colonnello.

## Biografia

### Nascita e battesimo
Hartmann III del Liechtenstein nacque il 9 febbraio 1613 a Vienna, in Austria, sestogenito del principe imperiale Gundacaro del Liechtenstein (1580-1658), fratello minore di Carlo I, e di Agnese della Frisia Orientale (1584-1616), figlia di Enno III. Venne battezzato il 15 febbraio.
Era fratello minore di Giuliana (1605-1658), Elisabetta (1606-1630), Massimiliana (1608), Cesare (1609-1610), Giovanna (1611) e maggiore di Anna (1615-1654).

### Gioventù
Fu molto legato al cugino Carlo Eusebio, col quale crebbe e si formò durante il periodo in cui suo padre Gundacaro fu reggente del principato; con Carlo Eusebio si fece realizzare uno splendido ritratto oggi conservato al Liechtenstein Museum. Il legame tra i due venne rinsaldato dalle nozze di Massimiliano, primogenito di Hartmann, e una delle figlie di Carlo Eusebio, Giovanna.

### Matrimonio
Hartmann sposò il 27 ottobre 1640 a Colonia, a 27 anni, la diciassettenne Sidonia Elisabetta di Salm-Reifferscheidt (1623-1688), figlia del conte Ernesto Federico (1583-1639) e della contessa Maria Ursula di Leiningen (1586-1649). Nella numerosa prole che ebbe c'erano Antonio Floriano e Filippo Erasmo, padre di Giuseppe Venceslao I.

### Carriera a corte
Hartmann ereditò i titoli del padre nel 1658, quando questi morì. L'imperatore Leopoldo I lo nominò poi ciambellano imperiale e consigliere privato.

### Morte
Morì l'11 dicembre del 1686 a Wilfersdorf, in Bassa Austria, all'età di 73 anni. E lì fu sepolto, con la moglie, nella chiesa parrocchiale di San Nicola.
Hartmann III , con i suoi figli, fu l'antenato comune di tutti i principi del Liechtenstein succedutisi.

## Discendenza
Hartmann III del Liechtenstein e Sidonia Elisabetta di Salm-Reifferscheidt ebbero ventitré figli, quindici maschi e otto femmine, di cui solamente sette ebbero a loro volta figli, in un totale di trentatré discendenti:
- Massimiliano Giacobbe Maurizio del Liechtenstein (25 luglio 1641 - 21 aprile 1709), sposò in prime nozze Giovanna Beatrice del Liechtenstein (1650-1672), sua cugina di secondo grado in quanto figlia del principe Carlo Eusebio, il 29 aprile 1669 e con lei ebbe due figlie. Sposò in seconde nozze nel 1674 la duchessa Eleonora Margherita di Holstein-Wiesenburg (1655-1702), con cui ebbe due figli. Infine, in terze nozze, il 21 aprile 1703, sposò Maria Elisabetta del Liechtenstein, sua nipote in quanto figlia del cugino di secondo grado Giovanni Adamo I, con cui ebbe quattro figli. In totale ebbe otto figli, di cui tre maschi e cinque femmine:[6]
  - Luisa Giuseppa del Liechtenstein (1670-1736), dalla prima moglie;
  - Massimiliana del Liechtenstein (1671-1717) dalla prima moglie;
  - Carlo Ludovico del Liechtenstein (1675-1679) dalla seconda moglie;
  - Maria Giovanna del Liechtenstein (1686-1690) dalla seconda moglie,
  - Maria Carlotta Felicità del Liechtenstein (1704-1764) dalla terza moglie;
  - Maria Giuseppa del Liechtenstein (1706-1723) dalla terza moglie;
  - Carlo Giuseppe del Liechtenstein (1707-1708) dalla terza moglie;
  - Massimiliano Antonio del Liechtenstein (1709-1711) dalla terza moglie;
- Maria Elisabetta del Liechtenstein (6 agosto 1642 - 9 luglio 1663);
- Teresa Maria del Liechtenstein (10 agosto 1643 - 26 ottobre 1712), sposò il conte Michele Giovanni II di Althann il 25 aprile 1667, con il quale ebbe sei figli, di cui tre femmine e tre maschi:[7]
  - Maria Elisabetta di Althann (1670-1718);
  - Michele Ermanno Giuseppe di Althann (1671-1736);
  - Maria Massimiliana Sidonia di Althann (1675-1724);
  - Maria Giovanna Teresa di Althann (1678-1726);
  - Michele Giovanni di Althann (1679-1727);
  - Michele Carlo di Althann (1680-1756);
- Giovanna del Liechtenstein (19 luglio 1644 - 19 maggio 1645);
- Sidonia Agnese del Liechtenstein (2 agosto 1645 - Vienna, 20 marzo 1721), sposò il conte Giovanni IV Adamo Carlo di Pálffy ab Erdőd (1645-1694), con cui ebbe due figli maschi:[8]
  - Nicola VI Giuseppe di Pálffy ab Erdőd (1671-1706);
  - Francesco II di Pálffy ab Erdőd (?-1693), morto in battaglia.
- Francesco Carlo del Liechtenstein (23 ottobre 1646 - 14 dicembre 1646);
- Domenico del Liechtenstein (23 ottobre 1646 - 14 agosto 1647), gemello del precedente;
- Caterina del Liechtenstein (23 maggio 1648 - 13 luglio 1648);
- Anna Maria del Liechtenstein (13 gennaio 1650 - Praga, 4 maggio 1704), sposò il conte Rodolfo Guglielmo di Trauttmansdorff (1645-1689) e con lui ebbe un figlio maschio:[9]
  - Giovanni Giuseppe di Trauttmansdorff (1676-1713);
- Ernesto Ludovico del Liechtenstein (16 ottobre 1650 - ottobre 1650);
- Francesco Ludovico del Liechtenstein (15 marzo 1652 - 1652);
- Maria Francesca del Liechtenstein (28 ottobre 1653 - 1653);
- Carlo Giuseppe del Liechtenstein (1654 - 1654);
- Antonio Floriano del Liechtenstein (Wilfersdorf, 28 maggio 1656 - Vienna, 11 ottobre 1721), sposò il 15 ottobre 1679 a Krupka, la contessa Eleonora Barbara di Thun-Hohenstein (1661-1723) e con lei ebbe undici figli, di cui cinque maschi e sei femmine:[10]
  - Francesco Agostino del Liechtenstein (1680-1681);
  - Eleonora del Liechtenstein (1681-1685);
  - Maria Antonia del Liechtenstein (1683-1715):
  - Carlo Giuseppe Floriano del Liechtenstein (1685-1685);[11]
  - Antonio Ignazio del Liechtenstein (1689-1690);
  - Giuseppe Giovanni Adamo del Liechtenstein (1721-1732);
  - Innocenzo Antonio del Liechtenstein (1693-1707);
  - Maria Carolina del Liechtenstein (1694-1735);
  - Carlo Giuseppe del Liechtenstein (1697-1704);
  - Anna Maria del Liechtenstein (1699-1753);
  - Maria Eleonora del Liechtenstein (1703-1757).
- Giovanni Ernesto del Liechtenstein (18 luglio 1657 - deceduto giovane);
- Un figlio (nato morto nel 1658)
- Maria Massimiliana del Liechtenstein (14 agosto 1659 - 17 giugno 1686), sposò il conte Massimiliano Giovanni di Thun-Hohenstein, zio di sua cognata Eleonora Barbara, l'11 agosto 1680 a Wilfersdorf e con lui ebbe due figli, un maschio e una femmina:[12]
  - Maria Maddalena Antonia di Thun-Hohenstein (1684-1744);
  - Giovanni Francesco di Thun-Hohenstein (1686-1720).
- Ignazio Gundacaro (15 agosto 1660 - 15 agosto 1660);
- Francesco Enrico del Liechtenstein (13 ottobre 1661 - 31 gennaio 1663);
- Leopoldo del Liechtenstein (23 ottobre 1663 - ottobre 1663);
- Filippo Erasmo del Liechtenstein (Wilfersdorf, 11 settembre 1664 -  Castelnuovo, 15 gennaio 1704), sposò la principessa Cristina Teresa di Löwenstein-Wertheim-Rochefort (1665-1730) e con lei ebbe tre figli maschi:[13]
  - Giuseppe Venceslao del Liechtenstein (1696-1772);
  - Emanuele Antonio Giuseppe Giovanni Nepomuceno Tommaso del Liechtenstein (1700-1771);
  - Giovanni Antonio del Liechtenstein (1702-1724);
- Un figlio (nato morto il 19 ottobre 1665);
- Hartmann del Liechtenstein (5 novembre 1666 - 4 luglio 1728).

## Titoli e trattamento
- 9 febbraio 1613 - 5 agosto 1658: Sua Altezza Serenissima, il principe Hartmann III del Liechtenstein
- 5 agosto 1658 - 11 febbraio 1686: Sua Altezza Serenissima, il principe Hartmann III del Liechtenstein, duca di Troppau e Jägerndorf, conte di Rietberg[2]

## Ascendenza
|                                 |                                   |                                      | Genitori                                |  |  | Nonni |  |  | Bisnonni                         |  |  | Trisnonni                             |  |
|                                 |                                   |                                      |                                         |  |  |       |  |  | Georg Hartmann del Liechtenstein |  |  | Hartmann I di Liechtenstein-Feldsberg |  |
|                                 |                                   |                                      |                                         |  |  |       |  |  | Georg Hartmann del Liechtenstein |  |  | Hartmann I di Liechtenstein-Feldsberg |  |
|                                 |                                   | Giovanna di Mainburg                 |                                         |  |  |       |  |  | Georg Hartmann del Liechtenstein |  |  |                                       |  |
| Hartmann II del Liechtenstein   |                                   |                                      |                                         |  |  |       |  |  | Georg Hartmann del Liechtenstein |  |  |                                       |  |
|                                 |                                   | Susanna di Liechtenstein-Nickolsburg | Giorgio VI di Liechtenstein-Nickolsburg |  |  |       |  |  |                                  |  |  |                                       |  |
|                                 |                                   | Susanna di Liechtenstein-Nickolsburg | Giorgio VI di Liechtenstein-Nickolsburg |  |  |       |  |  |                                  |  |  |                                       |  |
|                                 |                                   | Susanna di Liechtenstein-Nickolsburg | Magdalena von Polheim                   |  |  |       |  |  |                                  |  |  |                                       |  |
| Gundacaro del Liechtenstein     |                                   | Susanna di Liechtenstein-Nickolsburg |                                         |  |  |       |  |  |                                  |  |  |                                       |  |
|                                 |                                   | Carlo di Ortenburg                   | Ulrico di Ortenburg-Neuortenburg        |  |  |       |  |  |                                  |  |  |                                       |  |
|                                 |                                   | Carlo di Ortenburg                   | Ulrico di Ortenburg-Neuortenburg        |  |  |       |  |  |                                  |  |  |                                       |  |
|                                 |                                   | Carlo di Ortenburg                   | Veronika von Aichberg                   |  |  |       |  |  |                                  |  |  |                                       |  |
| Anna Maria di Ortenburg         |                                   | Carlo di Ortenburg                   |                                         |  |  |       |  |  |                                  |  |  |                                       |  |
|                                 |                                   | Maximiliana von Frauenberg zum Haag  | Leonhard II von Fraunberg zum Haag      |  |  |       |  |  |                                  |  |  |                                       |  |
|                                 |                                   | Maximiliana von Frauenberg zum Haag  | Leonhard II von Fraunberg zum Haag      |  |  |       |  |  |                                  |  |  |                                       |  |
|                                 |                                   | Maximiliana von Frauenberg zum Haag  | Amalia von Leuchtenberg                 |  |  |       |  |  |                                  |  |  |                                       |  |
| Hartmann III del Liechtenstein  |                                   | Maximiliana von Frauenberg zum Haag  |                                         |  |  |       |  |  |                                  |  |  |                                       |  |
|                                 | Edzardo II della Frisia orientale | Enno II della Frisia orientale       |                                         |  |  |       |  |  |                                  |  |  |                                       |  |
|                                 | Edzardo II della Frisia orientale | Enno II della Frisia orientale       |                                         |  |  |       |  |  |                                  |  |  |                                       |  |
|                                 | Edzardo II della Frisia orientale | Anna di Oldenburg                    |                                         |  |  |       |  |  |                                  |  |  |                                       |  |
| Enno III della Frisia orientale | Edzardo II della Frisia orientale |                                      |                                         |  |  |       |  |  |                                  |  |  |                                       |  |
|                                 |                                   | Caterina Vasa                        | Gustavo I di Svezia                     |  |  |       |  |  |                                  |  |  |                                       |  |
|                                 |                                   | Caterina Vasa                        | Gustavo I di Svezia                     |  |  |       |  |  |                                  |  |  |                                       |  |
|                                 |                                   | Caterina Vasa                        | Margherita Leijonhufvud                 |  |  |       |  |  |                                  |  |  |                                       |  |
| Agnese della Frisia orientale   |                                   | Caterina Vasa                        |                                         |  |  |       |  |  |                                  |  |  |                                       |  |
|                                 |                                   | Giovanni II di Rietberg              | Ottone III di Rietberg                  |  |  |       |  |  |                                  |  |  |                                       |  |
|                                 |                                   | Giovanni II di Rietberg              | Ottone III di Rietberg                  |  |  |       |  |  |                                  |  |  |                                       |  |
|                                 |                                   | Giovanni II di Rietberg              | Onna von Esens                          |  |  |       |  |  |                                  |  |  |                                       |  |
| Walburga di Rietberg            |                                   | Giovanni II di Rietberg              |                                         |  |  |       |  |  |                                  |  |  |                                       |  |
|                                 |                                   | Agnes von Bentheim-Steinfurt         | Arnold II von Bentheim-Steinfurt        |  |  |       |  |  |                                  |  |  |                                       |  |
|                                 |                                   | Agnes von Bentheim-Steinfurt         | Arnold II von Bentheim-Steinfurt        |  |  |       |  |  |                                  |  |  |                                       |  |
|                                 |                                   | Agnes von Bentheim-Steinfurt         | Walburga von Brederode-Neuenahr         |  |  |       |  |  |                                  |  |  |                                       |  |
|                                 |                                   | Agnes von Bentheim-Steinfurt         |                                         |  |  |       |  |  |                                  |  |  |                                       |  |